# Trần Đình Hoàng
Trần Đình Hoàng (sinh ngày 8 tháng 12 năm 1991) là một cầu thủ bóng đá chuyên nghiệp hiện đang thi đấu ở vị trí hậu vệ phải cho câu lạc bộ Sông Lam Nghệ An tại V-League 1.

## Sự nghiệp

### Ra sân đội tuyển quốc gia
| Đội tuyển quốc gia Việt Nam | Đội tuyển quốc gia Việt Nam | Đội tuyển quốc gia Việt Nam |
| Năm                         | Trận                        | Bàn                         |
| --------------------------- | --------------------------- | --------------------------- |
| 2014                        | 1                           | 0                           |
| 2016                        | 5                           | 0                           |
| Tổng                        | 6                           | 0                           |

## Danh hiệu
Sông Lam Nghệ An
- Cúp quốc gia: 2017
- Á quân Siêu cúp bóng đá Việt Nam: 2017